# Riofrío del Llano
Riofrío del Llano est une commune d'Espagne de la province de Guadalajara dans la communauté autonome de Castille-La Manche, à l'ouest de Sigüenza.